# 達科他縣 (內布拉斯加州)
達科他县（英語：Dakota County）是美國內布拉斯加州東北部的一個縣，北鄰南達科他州，東鄰愛阿華州。面積693平方公里。根據美國2000年人口普查，共有人口20,253人，2005年人口20,349人。縣治達科他城（Dakota City）。
成立於1889年3月7日，以紀念拉科他人（蘇族的一支）。